# Scott Hend
Scott Robert Hend (Townsville, 15 augustus 1973) is een professionele golfer uit Australië. Hij speelt voornamelijk op de Aziatische PGA Tour.
In 2003 won Hend in Australië de Order of Merit. In 2004 en 2005 speelde hij in de Verenigde Staten, maar in 2006 moest hij rust houden omdat hij iets aan zijn hand had. Sinds 2007 speelt hij op de Aziatische PGA Tour, waar hij in 2007 en 2009 als 4de eindigde op hun Order of Merit.
Zijn eerste grote overwinning was in 2008, toen hij de Pertamina Indonesia President Invitational won met een laatste ronde van 66.
Eind 2008 haalde hij zijn tourkaart voor de Europese PGA Tour. Hij eindigde hier in 2009 op de 129ste plaats en speelt daardoor in 2010 in de 12de categorie. Ter vergelijk: de drie Nederlandse spelers zitten in categorie 8 en zullen veel meer speelkansen krijgen.
Scott en zijn echtgenote Leanne wonen in Ponte Vedra Beach en kregen in 2006 een tweeling. In de Australische winter wonen ze in Florida.

## Gewonnen
Australië
- 1999: South Australian PGA Championship
- 2000: Toyota Southern Classic
- 2003: Toyota Southern Classic, Queensland Open

Canada
- 2002: Victoria Open (CAN)

Aziatische Tour
- 2008: Pertamina Indonesia President Invitational
- 2012:  ISPS Handa Singapore Classic